# Camden, Carolina de Nord
Camden este o localitate neîncorporată și reședința comitatului omonim, comitatul Camden din statul  Carolina de Nord,  Statele Unite ale Americii.  Comitatul Camden este singurul comitat consolidat oraș-comitat din statul Carolina de Nord.
Camden se găsește pe malul estic al râului Pasquotank, pe partea opusă unde se găsește Elizabeth City, din a cărui arie micropolitană face parte (Micropolitan Statistical Area).
Are doar două intersecți semaforizate, fiind centrat la intersecția unui drum federal U.S. Highway 158 cu unul statal en:North Carolina Highway 343.  Are cinci școli, Grandy Primary School, Camden Intermediate School, Camden Middle School, Camden County High și CamTech High School.